# Pietro II di Bretagna
Pietro II di Bretagna (7 luglio 1418 – Nantes, 22 settembre 1457) fu conte di Guingamp, duca di Bretagna e conte di Montfort.

## Origine
Secondo il Chronicum Britanicum, Pietro era il figlio maschio terzogenito del Duca di Bretagna, Conte di Montfort e titolare del Contado di Richmond, Giovanni VI e di Giovanna di Valois, che, secondo le Note sur l'état civil des princes et princesses nés de Charles VI et d'Isabeau de Bavière, Giovanna era la figlia quartogenita (terza femmina) del re di Francia, Carlo VI, e di Isabella di Baviera, appartenente al casato dei Wittelsbach, era la secondogenita di Stefano III di Baviera-Ingolstadt (Herzog Stephan von Bayern sein Tochter) e di Taddea Visconti, figlia di Bernabò (dieselbe junckfrau war Hern Barnabos von Meyland Enkelin), come ci viene confermato dal Nova Subsidia diplomatica ad selecta juris ecclesiastici ..., Volume 10.
Giovanni VI di Bretagna, secondo il Chronicum Britanicum, era il figlio maschio primogenito del Duca di Bretagna, Conte di Montfort e Conte di Richmond, Giovanni V e di Giovanna di Navarra, futura Duchessa reggente di Bretagna e futura regina consorte d'Inghilterra, che ancora secondo il Chronicum Britanicum era la sesta (quarta femmina) figlia del re di Navarra, Carlo II il Malvagio e della moglie, principessa della casa reale francese Giovanna di Francia, sorella del re di Francia, Carlo V, la settima figlia del re di Francia, Giovanni II il Buono e di Bona di Lussemburgo

## Biografia
Pietro era nato il 7 luglio 1418, e, nel 1421, divenne Conte di Guingamp.
Nel 1428, Pietro fu adottato da suo zio, il connestabile di Francia e Conte titolare di Richmond, Arturo III di Bretagna.
Sua madre, Giovanna, morì a Vannes, il 27 settembre 1433 e fu tumulata nella Cattedrale di San Pietro a Vannes; il Chronicum Britanicum riporta che Giovanna (Johanna senior filia regis Franciæ ducissa Britanniæ) morì a Vannes il 20 settembre e fu sepolta nella Chiesa cattedrale di San Pietro a Vannes (in ecclesia cathedrali S. Petri Venetensis).
Suo padre, Giovanni VI, morì il 29 agosto 1442; il Chronicum Britanicum riporta che Giovanni (Johannes dux Britannorum) morì a Nantes (Namnetis), il 28 agosto (die XXVIII Augusti), lasciando tre figli maschi, Francesco, Pietro e Egidio (Francisco, Egidio et Petro), avuti da Giovanna, figlia primogenita del re di Francia Carlo VI (Johanna primogenita Caroli VI, regis Franciae).
Suo fratello, Francesco gli succedette in quanto maschio primogenito, come Francesco I, Duca di Bretagna, titolare del Contado di Richmond e pari di Francia.
Nonostante la tregua di Tours, del 1444, stipulata tra inglesi e francesi, nel 1449, gli inglesi intervennero in Bretagna e, dopo la conquista ed il saccheggio di Fougères, da parte delle truppe inglesi, anche Carlo VII diede ordine ai suoi capitani di intervenire in Bretagna. Anche Pietro, assieme al fratello maggiore Francesco I di Bretagna e lo zio Arturo III di Bretagna si unì ai combattimenti e i tre presero parecchie città fra cui Coutances, Saint-Lô e Ferns.
In questa situazione, suo fratello, Egidio, il maschio secondogenito, che era favorevole agli inglesi, fu fatto imprigionare, ed in carcere fu strangolato.
Suo fratello Francesco morì il 17 luglio 1450; il Chronicum Britanicum riporta che Francesco (Franciscus dux Britanniæ) morì il 17 luglio (XVI Kal Aug), e fu sepolto nella chiesa di Saint-Sauveur a Redon (in ecclesia S. Salvatoris de Rothono) e, non avendo figli maschi viventi, ma solo due figlie, ancora bambine, in virtù del Primo trattato di Guérande (il trattato infatti non prevedeva che l'eredità passasse alle figlie femmine quindi né Margherita né Maria poterono ereditare), gli succedette il fratello terzogenito, Pietro, come Pietro II.
Pietro fu duca per circa sette anni; non fu un regnante che lasciò un vero marchio del suo passaggio, le fonti coeve lo descrivono come un uomo di carattere semplice e umorale e uno dei più grandi eventi della sua vita fu l'aver partecipato alla Battaglia di Castillon.
Nel 1455, Pietro era ancora senza figli legittimi e, dati i suoi problemi di salute sorse il problema della successione, egli non voleva che la Bretagna cadesse in mani straniere e per questo organizzò le nozze fra la nipote Margherita e suo cugino Francesco. Per celebrare l'evento Pietro convocò i nobili bretoni a Vannes dove il 13 novembre 1455 si riunirono nobili, rappresentanti della città e del clero e tutti furono concordi nel celebrare le nozze. Il matrimonio ebbe quindi luogo tre giorni dopo e venne celebrato nella cattedrale di Vannes dall'arcivescovo Guillaume de Malestroit.
Pietro morì senza eredi nel 1457; il Chronicum Britanicum riporta che Pietro (Petrus dux Britanniæ) morì il 22 settembre (XXII mensis septembris) e gli succedette lo zio Arturo, come Arturo III.

## Matrimonio e discendenza
Nel 1442 Pietro aveva sposato Francesca d'Amboise, figlia del visconte Filippo di Thouars e di sua moglie Maria di Rieux.
Pietro da Francesca non ebbe discendenza.

## Ascendenza
|                                   |                            |                                             | Genitori                                   |  |  | Nonni |  |  | Bisnonni                         |  |  | Trisnonni                       |  |
|                                   |                            |                                             |                                            |  |  |       |  |  | 8. Giovanni IV, duca di Bretagna |  |  | 16. Arturo II, duca di Bretagna |  |
|                                   |                            |                                             |                                            |  |  |       |  |  | 8. Giovanni IV, duca di Bretagna |  |  | 16. Arturo II, duca di Bretagna |  |
|                                   |                            | 17. Iolanda di Dreux                        |                                            |  |  |       |  |  | 8. Giovanni IV, duca di Bretagna |  |  |                                 |  |
| 4. Giovanni V, duca di Bretagna   |                            |                                             |                                            |  |  |       |  |  | 8. Giovanni IV, duca di Bretagna |  |  |                                 |  |
|                                   |                            | 9. Giovanna di Nevers                       | 18. Luigi I, conte di Nevers               |  |  |       |  |  |                                  |  |  |                                 |  |
|                                   |                            | 9. Giovanna di Nevers                       | 18. Luigi I, conte di Nevers               |  |  |       |  |  |                                  |  |  |                                 |  |
|                                   |                            | 9. Giovanna di Nevers                       | 19. Giovanna, contessa di Rethel           |  |  |       |  |  |                                  |  |  |                                 |  |
| 2. Giovanni VI, duca di Bretagna  |                            | 9. Giovanna di Nevers                       |                                            |  |  |       |  |  |                                  |  |  |                                 |  |
|                                   |                            | 10. Carlo II, re di Navarra                 | 20. Filippo, conte d'Évreux                |  |  |       |  |  |                                  |  |  |                                 |  |
|                                   |                            | 10. Carlo II, re di Navarra                 | 20. Filippo, conte d'Évreux                |  |  |       |  |  |                                  |  |  |                                 |  |
|                                   |                            | 10. Carlo II, re di Navarra                 | 21. Giovanna II, regina di Navarra         |  |  |       |  |  |                                  |  |  |                                 |  |
| 5. Giovanna di Navarra            |                            | 10. Carlo II, re di Navarra                 |                                            |  |  |       |  |  |                                  |  |  |                                 |  |
|                                   |                            | 11. Giovanna di Francia                     | 22. Giovanni II, re di Francia             |  |  |       |  |  |                                  |  |  |                                 |  |
|                                   |                            | 11. Giovanna di Francia                     | 22. Giovanni II, re di Francia             |  |  |       |  |  |                                  |  |  |                                 |  |
|                                   |                            | 11. Giovanna di Francia                     | 23. Bona di Lussemburgo                    |  |  |       |  |  |                                  |  |  |                                 |  |
| 1. Pietro II, duca di Bretagna    |                            | 11. Giovanna di Francia                     |                                            |  |  |       |  |  |                                  |  |  |                                 |  |
|                                   | 12. Carlo V, re di Francia | 24. Giovanni II, re di Francia (= 22)       |                                            |  |  |       |  |  |                                  |  |  |                                 |  |
|                                   | 12. Carlo V, re di Francia | 24. Giovanni II, re di Francia (= 22)       |                                            |  |  |       |  |  |                                  |  |  |                                 |  |
|                                   | 12. Carlo V, re di Francia | 25. Bona di Lussemburgo (= 23)              |                                            |  |  |       |  |  |                                  |  |  |                                 |  |
| 6. Carlo VI, re di Francia        | 12. Carlo V, re di Francia |                                             |                                            |  |  |       |  |  |                                  |  |  |                                 |  |
|                                   |                            | 13. Giovanna di Borbone                     | 26. Pietro I, duca di Borbone              |  |  |       |  |  |                                  |  |  |                                 |  |
|                                   |                            | 13. Giovanna di Borbone                     | 26. Pietro I, duca di Borbone              |  |  |       |  |  |                                  |  |  |                                 |  |
|                                   |                            | 13. Giovanna di Borbone                     | 27. Isabella di Valois                     |  |  |       |  |  |                                  |  |  |                                 |  |
| 3. Giovanna di Francia            |                            | 13. Giovanna di Borbone                     |                                            |  |  |       |  |  |                                  |  |  |                                 |  |
|                                   |                            | 14. Stefano III, duca di Baviera-Ingolstadt | 28. Stefano II, duca di Baviera-Ingolstadt |  |  |       |  |  |                                  |  |  |                                 |  |
|                                   |                            | 14. Stefano III, duca di Baviera-Ingolstadt | 28. Stefano II, duca di Baviera-Ingolstadt |  |  |       |  |  |                                  |  |  |                                 |  |
|                                   |                            | 14. Stefano III, duca di Baviera-Ingolstadt | 29. Isabella di Sicilia                    |  |  |       |  |  |                                  |  |  |                                 |  |
| 7. Isabella di Baviera-Ingolstadt |                            | 14. Stefano III, duca di Baviera-Ingolstadt |                                            |  |  |       |  |  |                                  |  |  |                                 |  |
|                                   |                            | 15. Taddea Visconti                         | 30. Bernabò Visconti, signore di Milano    |  |  |       |  |  |                                  |  |  |                                 |  |
|                                   |                            | 15. Taddea Visconti                         | 30. Bernabò Visconti, signore di Milano    |  |  |       |  |  |                                  |  |  |                                 |  |
|                                   |                            | 15. Taddea Visconti                         | 31. Regina della Scala                     |  |  |       |  |  |                                  |  |  |                                 |  |
|                                   |                            | 15. Taddea Visconti                         |                                            |  |  |       |  |  |                                  |  |  |                                 |  |

### Fonti primarie
- (LA, FR)  Mémoires pour servir de preuves à l´histoire ecclésiastique et civile de Bretagne, Tome I.
- (LA, FR)  Mémoires pour servir de preuves à l´histoire ecclésiastique et civile de Bretagne, Tome II.
- (DE)  Nova Subsidia diplomatica ad selecta juris ecclesiastici ..., Volume 10.

### Letteratura storiografica
- Joseph Calmette, Il regno di Carlo VII e la fine della guerra dei cent'anni in Francia, cap. XVII, vol. VII (L'autunno del medioevo e la nascita del mondo moderno) della Storia del mondo medievale, 1999, pp. 611–656.
- (FR)  Chronique des règnes de Jean II et de Charles V. Tome 2.
- (FR)  Note sur l'état civil des princes et princesses nés de Charles VI et d'Isabeau de Bavière.